# AEK Larnaca (basket-ball)
L'AEK Larnaca est un club chypriote de basket-ball appartenant au Championnat de Chypre masculin de basket-ball, en première division. Le club est basé dans la ville de Larnaca.

## Palmarès
- Champion de Chypre : 2013, 2015, 2016, 2018, 2021
- Coupe de Chypre : 2017, 2018
- Super Coupe de Chypre : 2013 et 2015, 2016, 2017
- Finaliste du championnat de Chypre : 1995, 2014, 2017

## Entraineurs successifs
- 1993-1995 :  Johnny Neumann

## Joueurs célèbres ou marquants
- Remon van de Hare
- Makhtar N'Diaye